# Люксембург на зимних Олимпийских играх 1992
Люксембург принимал участие в Зимних Олимпийских играх 1992 года в Альбервиле (Франция) в четвертый раз за свою историю, и завоевал две серебряные медали. Сборную страны представляли 9 женщин. Это первые зимние олимпийские медали Люксембурга.

## Серебро
- Горнолыжный спорт, мужчины — Марк Жирарделли.
- Горнолыжный спорт, мужчины — Марк Жирарделли.